# Konijn (soort)
Het konijn (Oryctolagus cuniculus, ook wel Europees konijn) is een dier uit de familie van de hazen en konijnen (Leporidae). Het is de enige soort uit zijn geslacht.

## Naamgeving en taxonomie
Linnaeus plaatste het konijn in 1758 als Lepus cuniculus in het geslacht Lepus, samen met Lepus timidus (sneeuwhaas), Lepus capensis (Kaapse haas) en Lepus brasiliensis (tapeti of Braziliaans konijn). De haas was Linnaeus toen nog onbekend en die is daarom op dat moment niet in het geslacht Lepus of ergens anders te vinden. De naam "cuniculus" ontleende Linnaeus aan diverse eerdere auteurs, door hem geciteerd (Conrad Gesner, Ulisse Aldrovandi, Jan Jonston en John Ray), die de naam als geslachtsnaam voor het konijn hadden gebruikt.
Wilhelm Lilljeborg plaatste het konijn in 1873 in het geslacht Oryctolagus, een monotypisch geslacht, wat betekent dat het een geslacht met maar één soort is. Er worden twee wilde ondersoorten onderscheiden: Oryctolagus cuniculus algirus, aanwezig in het zuidwesten van het Iberisch Schiereiland, en Oryctolagus cuniculus cuniculus. Het tamme konijn wordt aangeduid als ondersoort Oryctolagus cuniculus domesticus of als Oryctolagus cuniculus f. domestica.

## Kenmerken
De grootte zit tussen die van de echte hazen en de fluithazen in met een kop-romplengte van 35 tot 50 cm. De achterpoten van het konijn zijn relatief veel korter dan die van de hazen, maar langer dan die van de fluithazen. De buik is veel lichter van kleur dan de rug, vaak wit. Ook de onderzijde van de staart en de poten is wit.
Het lichaamsgewicht bedraagt 1,2 tot 2,5 kilogram. De staart is 4 tot 8 centimeter lang. Konijnen hebben voornamelijk een grijsbruine kleur, wildkleur of agouti genaamd. De dieren hebben ook een roodbruine vlek in de nek. De oren hebben een bruin puntje, de bovenzijde van de staart is zwartbruin. De buikzijde is blauwig grijs van kleur, de onderzijde van de staart is wit. Deze valt zeer op als hij wordt opgewipt. Sommige konijnen die maar half wild zijn kunnen wit of zwart zijn. Bij het konijn zijn de oren maximaal tien centimeter lang en korter dan de kop.
Het konijn leeft alleen van plantaardig voedsel. Ook eet het zijn eigen keutels op (coprofagie).
Haasachtigen, waaronder konijnen, behoren niet tot de knaagdieren. Knaagdieren beschikken in het bovenste deel van het gebit over maar twee snijtanden, terwijl haasachtigen er vier hebben, waarvan de twee stifttanden achter de bovenste snijtanden staan.
Een voedster of moer is een vrouwelijk konijn. Deze is naast een verschil in geslachtsorganen van het mannelijk konijn te onderscheiden omdat haar lijf langer is en de kop minder grof. Bij een jong konijn is dit onderscheid moeilijker te zien. De voedster van het tamme konijn is over het algemeen rustiger dan de rammelaar, behalve wanneer ze drachtig is; dan kan ze behoorlijk uitvallen en fel bijten. Na de bevalling als ze net jongen hebben gekregen zijn ze zeer beschermend en soms agressief. De rammelaar of ram is een mannelijk konijn. Deze is temperamentvoller dan de voedster. De rammelaar is meestal dikker en zwaarder en heeft een bredere kop. Het jong van een konijn heet een lamprei of kitten.

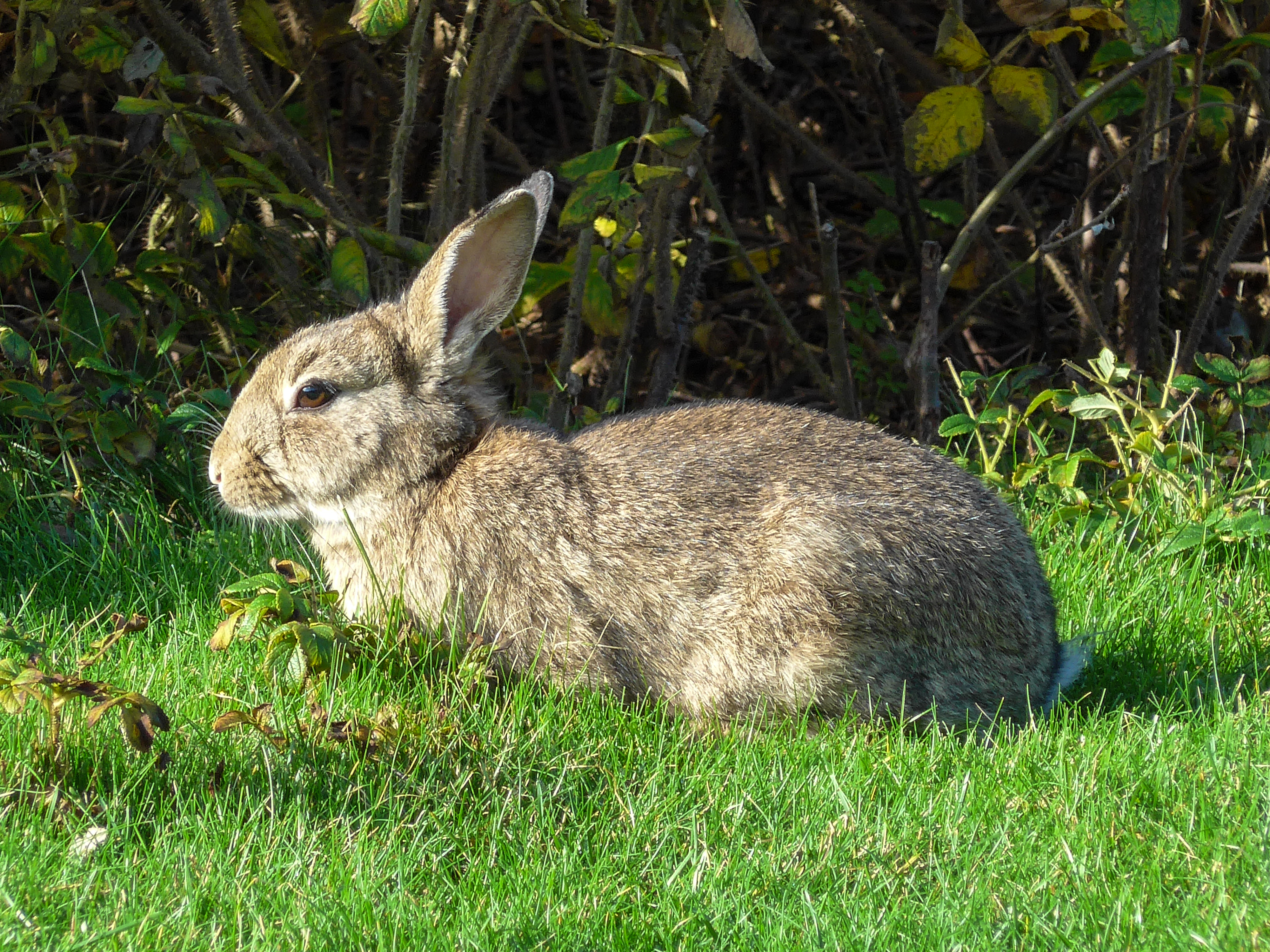
Konijn op Ameland

## Leefwijze
Het konijn is een schemerdier. Het leeft van een grote variatie aan plantaardig voedsel: grassen, kruiden, loten, knollen, bast en akkergewassen als graan en kool. Ook eten ze hun eigen uitwerpselen (coprofagie). Dit is een soort van herkauwing in twee fasen, na de eerste vertering eet het konijn de uitwerpselen rechtstreeks uit het rectum.
Het konijn leeft in grote groepen in een uitgebreid gangenstelsel, een zogenaamde (konijnen)bouw, konijnenhol of konijnenburcht. De bouw wordt meestal aangelegd in een heuvel of een andere helling, als een duin. De ingang heeft een diameter van tien tot vijftig centimeter. Ze wagen zich zelden verder dan 400 meter van het hol af.
Bij lage dichtheden leeft het konijn in paarverband, bij hoge dichtheden in groepen van ongeveer twintig volwassen dieren en hun jongen. Binnen zo'n groep vormen zich subgroepjes, bestaande uit één tot vijf mannetjes en één tot zes vrouwtjes. Zo'n subgroepje heeft zijn eigen graasplek, die het meestal verdedigt tegen andere dieren. Binnen een groep heerst een rangorde, waarbij de dominante dieren de beste nesten betrekken, vlak bij het centrum van de kolonie. De jongen van dominante dieren staan later vaak ook hoog in de hiërarchie.
Territoria worden gemarkeerd door een stof uit geurklieren onder de kin, urine en hopen keutels. De dominante mannetjes binnen een groep hebben de grootste klieren en zijn verantwoordelijk voor het meeste markeren. Bij gevaar stampt het konijn met zijn achterpoten. Ze kunnen een topsnelheid van 55 km/u halen, maar houden dit niet lang vol.

## Voortplanting
De eisprong van het vrouwtje wordt door de paring in gang gezet en is ongeveer twaalf uur later voltooid. Vandaar dat zowat alle paringen in zwangerschap resulteren. 60% van de zwangerschappen wordt echter niet voldragen. De embryo's kunnen vanaf de twaalfde dag opgelost worden en door de baarmoederwand in twee dagen volledig opgenomen. Het is niet geheel duidelijk waarom dit gebeurt. Waarschijnlijk wordt deze "interne abortus" veroorzaakt door een te geringe beschikbaarheid aan eiwit in het dieet. Dit zou ook verklaren waarom wilde konijnenjongen geboren worden tussen maart en augustus, terwijl tamme konijnen het hele jaar door jongen krijgen. Het beschikbare voedsel van wilde konijnen in de winter is karig en bevat zeer weinig eiwit. In de vroege lente en zomer bevatten het voor wilde konijnen beschikbare jonge groene gras en de jonge planten veel eiwitten. Het voedsel van tamme konijnen daarentegen is het hele jaar constant in termen van eiwit door het voeren van korrels, wellicht vandaar dat zij het hele jaar nesten kunnen krijgen.
De draagtijd van een konijnen is 28–31 dagen. Reeds enige uren na de geboorte van de jongen is het wijfje weer paringsbereid en wordt opnieuw gedekt, zodat zij tijdens de zoogperiode reeds nieuwe embryo's in haar baarmoeder herbergt.
Per jaar kan een vrouwtje drie tot zeven worpen krijgen, met een minimum interval van dertig dagen.
Nog een bijzonderheid van konijnen is dat de mannelijke embryo's in de baarmoeder in de minderheid zijn ten opzichte van de vrouwelijke. Na de geboorte verschuift die verhouding nog verder, zodat er ten slotte 100 rammen op 130 moertjes overblijven.
Jongen worden geboren in een aparte ondergrondse nestkamer, die aan het uiteinde ligt van een één à twee meter lange gang. Het nest waarin de jongen worden geboren bestaat uit gras en mos en is bedekt met vacht uit de buik van de moeder. Onderdanige vrouwtjes leggen meestal simpelere holen aan waar de jongen worden geboren. Jongen zijn bij de geboorte kaal en blind, en wegen 30 tot 35 gram. Na tien dagen gaan de ogen open. Ze worden 28 dagen lang gezoogd. Het moerkonijn bezoekt de jongen slechts vijf minuten per dag om ze te zogen.
Het mannetje beschermt jonge konijnen tegen andere konijnen, die zich agressief kunnen gedragen tegenover vreemde jongen en deze zelfs doden. In gevangenschap komt het echter regelmatig voor dat het mannetje zelf de jongen doodt. Vrouwtjes zijn na vier maanden geslachtsrijp, mannetjes na drie maanden. Jongen die vroeg in het jaar geboren worden, kunnen zich nog hetzelfde jaar voortplanten.
Onder de juiste omstandigheden kunnen konijnen zich derhalve razendsnel voortplanten, waardoor ze symbool staan voor vruchtbaarheid. Het is een reden waarom ze in gebieden waar ze een plaag vormen, zoals Australië, zo moeilijk weg te krijgen zijn. Zelfs als een klein percentage een ramp overleeft, herstelt de konijnenpopulatie zich razendsnel.
Het konijn wordt in het wild maximaal negen jaar oud. Tamme konijnen kunnen, als ze goed verzorgd worden, wel twaalf jaar oud worden. Onder normale omstandigheden (in een hok, altijd genoeg eten) worden tamme konijnen ongeveer vijf tot zeven jaar, meestal gaan ze dan dood omdat ze te dik worden.

## Verspreiding
Oorspronkelijk komt het konijn enkel voor op het Iberisch Schiereiland. Spanje heeft zijn naam te danken aan het konijn. Toen de Feniciërs rond de 11e eeuw v.Chr. het Iberisch Schiereiland bereikten, troffen ze daar veel konijnen aan. Omdat zij de dieren erg vonden lijken op de voor hen beter bekende klipdassen, gaven ze de streek de naam 'i-saphan-im', het land der klipdassen. Deze naam is later door de Romeinen verbasterd tot 'Hispania'.
De Romeinen introduceerden het dier in het grootste deel van het Romeinse Rijk. Tegenwoordig wordt het in heel West-, Midden- en Zuid-Europa en Centraal-Azië aangetroffen op elk terrein waarin hij holen kan graven. Hij leeft van Zuid-Rusland en Oekraïne via Hongarije, Tsjechië, Duitsland, Denemarken en de Alpen tot de Benelux, Frankrijk, de Britse Eilanden, Italië en het Iberisch Schiereiland. Ook in Zuid-Scandinavië, Marokko en op enkele eilanden in de Middellandse Zee, als de Balearen, Corsica, Sardinië, Sicilië, Malta en Kreta, komt het voor. Ook in Australië komt het voor. Het wilde konijn leeft voornamelijk in graslanden, open weilanden, en heidegronden, liefst met een droge, losse, zanderige bodem. Ook komt hij voor in open bossen, de rand van landbouwgebieden en zandduinen. Het konijn mijdt naaldbossen.
Een virusziekte, myxomatose, was er in de jaren vijftig de oorzaak van dat het dier op vele plaatsen is verdwenen. Later is het aantal weer toegenomen, doordat meer dieren resistent werden tegen het virus. In 2011-2012 zorgde een nieuwe variant van myxomatose ervoor dat de populatie drastisch in aantal afnam. In Spanje heeft dit ook geleid tot afname van de Iberische lynx. Het konijn staat sinds 2018 op de lijst van bedreigde diersoorten.

### Benelux
Een van de oudste vermeldingen van het konijn in de Lage Landen is afkomstig uit Zeeland, uit 1300. Het konijn kwam zowel in Nederland als België veel voor in zandstreken, bossen en duinen, tot in 1954 door myxomatose de populatie sterk terugviel en het dier op veel plaatsen verdween. In de jaren erna namen de aantallen geleidelijk aan toe.
Sinds 1994 daalt de populatie in Nederland weer. In 2004 was er nog maar een derde over van het aantal uit 1994. Ditmaal is waarschijnlijk een dodelijke variant van het RHD-konijnenvirus de belangrijkste oorzaak, maar ook de myxomatose is nog aanwezig. Toenemende bebouwing van het biotoop, jacht en predatie door vossen en roofvogels spelen ook een rol bij de achteruitgang. Konijnen komen nu relatief vaker in en bij grote steden voor.
In België wordt het konijn bijna overal aangetroffen, uitgezonderd in Brussel en een klein deel (in het Noordoosten) van Vlaams-Brabant. Ook in sommige versnipperde stukjes van West-Vlaanderen is het konijn niet thuis.

### Australië
In Australië is het konijn in 1859 door de Engelsen uitgezet voor de jacht. Door het ontbreken van natuurlijke vijanden en de snelle voortplanting ontwikkelde zich al snel de Australische konijnenpopulatie tot een plaag. In 1907 is daarom de State Barrier Fence of Western Australia (rabbit-proof fence) gebouwd dat de verspreiding moest tegengaan. Er leven daar meer dan tweehonderd miljoen Europese konijnen. Dit heeft kwalijke gevolgen voor het land: hele stukken land worden kaal gegeten, waardoor inheemse diersoorten bedreigd worden omdat hun voedsel en schuilplaatsen verdwijnen. Ook ondervinden landbouwgebieden veel schade van het konijn. 
Toen bleek dat het konijn niet met jacht onder controle te houden was, werden natuurlijke vijanden als de vos uitgezet. De vos eet echter ook inheemse dieren. Later zijn specifieke dodelijke konijnenziekten als myxomatose naar het land gebracht om de plaag onder controle te krijgen. In sommige staten als Queensland is het verboden om konijnen te houden.

## Ziekten

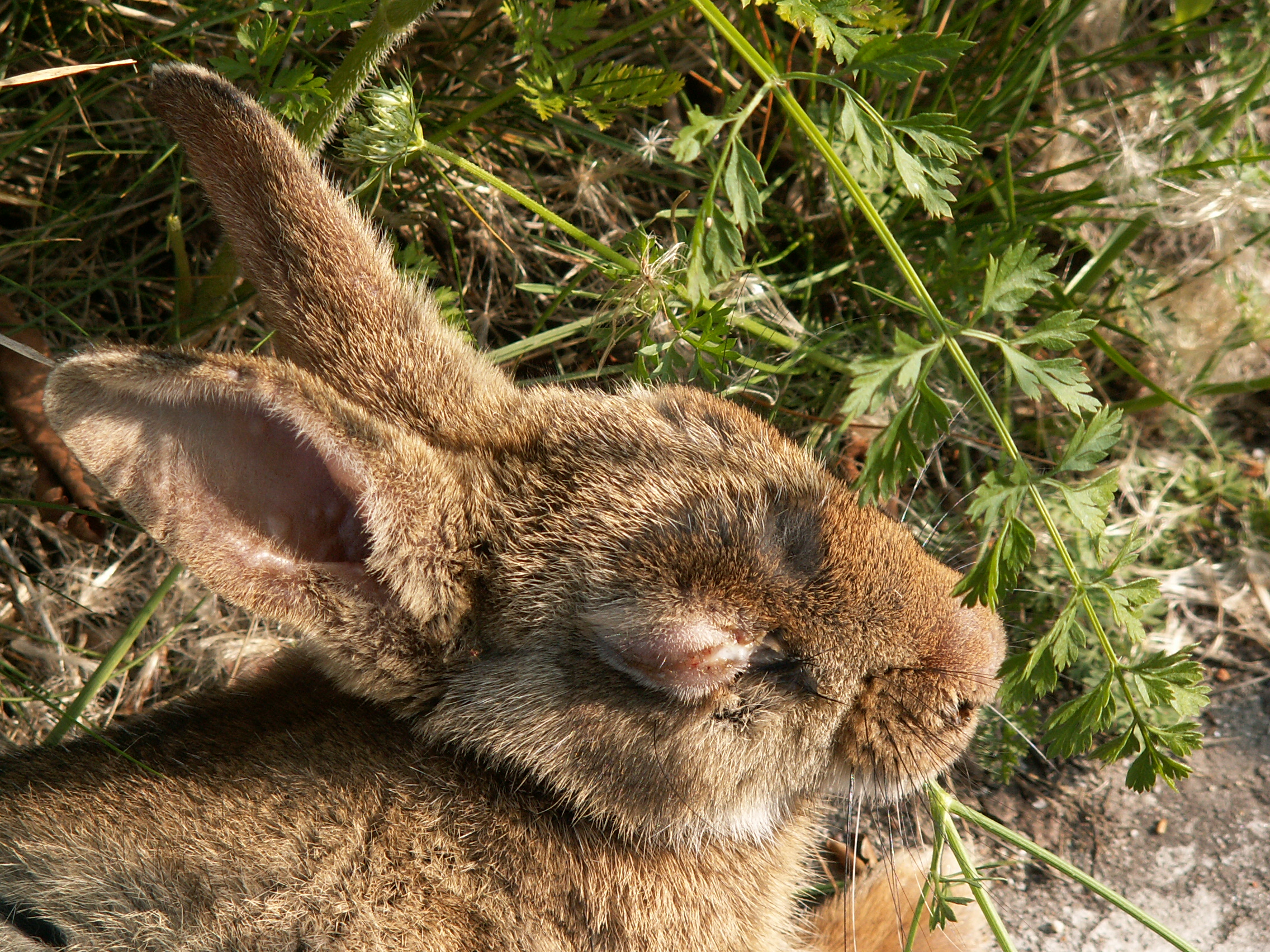
Konijn met myxomatose

Konijnen zijn gevoelig voor ziekten en dan vooral voor myxomatose en rabbit haemorrhagic disease (RHD), twee virusziekten. Als een konijn zo'n ziekte eenmaal heeft, is het meestal niet meer te redden.

## Tam konijn

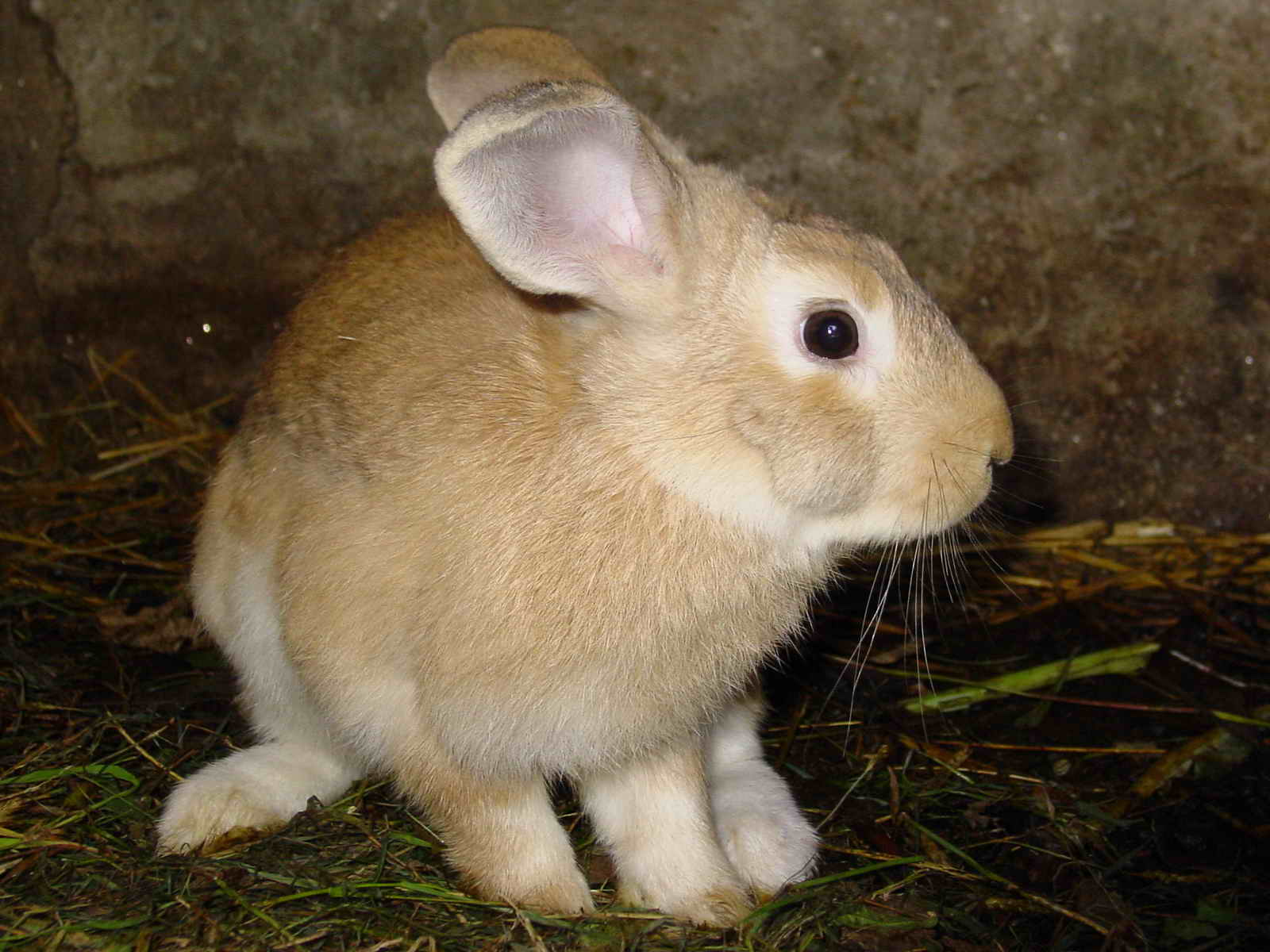
Tam konijn

Met het konijn werd al in de Romeinse tijd gefokt. Het dier werd gehouden voor vlees en bont. De Romeinen hielden het konijn in afgesloten parkjes, zogenaamde leporaria. Vanaf het midden van de 19e eeuw worden konijnen ook als hobbydier gehouden, inclusief speciale konijnententoonstellingen. Na de Tweede Wereldoorlog werd het konijn een populair gezelschapsdier.

## Symboliek en bijgeloof
Een konijn staat symbool voor vruchtbaarheid. Volgens het volksgeloof heeft het konijn magische en geneeskrachtige eigenschappen. Een konijnenpootje zou geluk brengen.

## Afbeeldingen

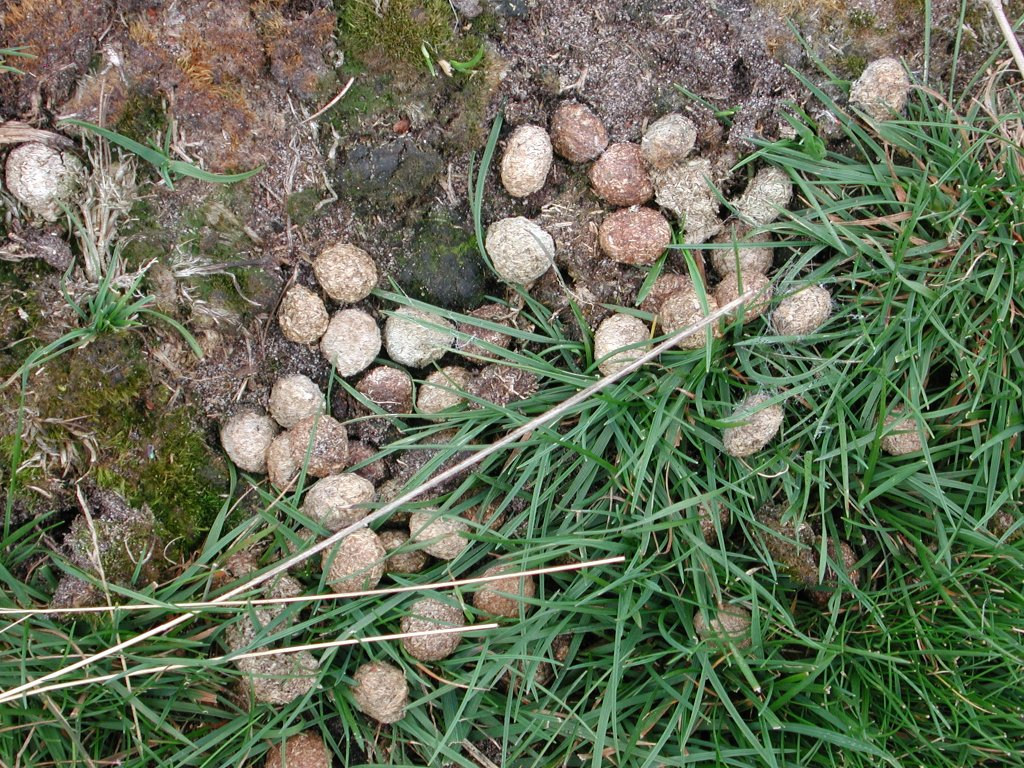
Konijnenkeutels
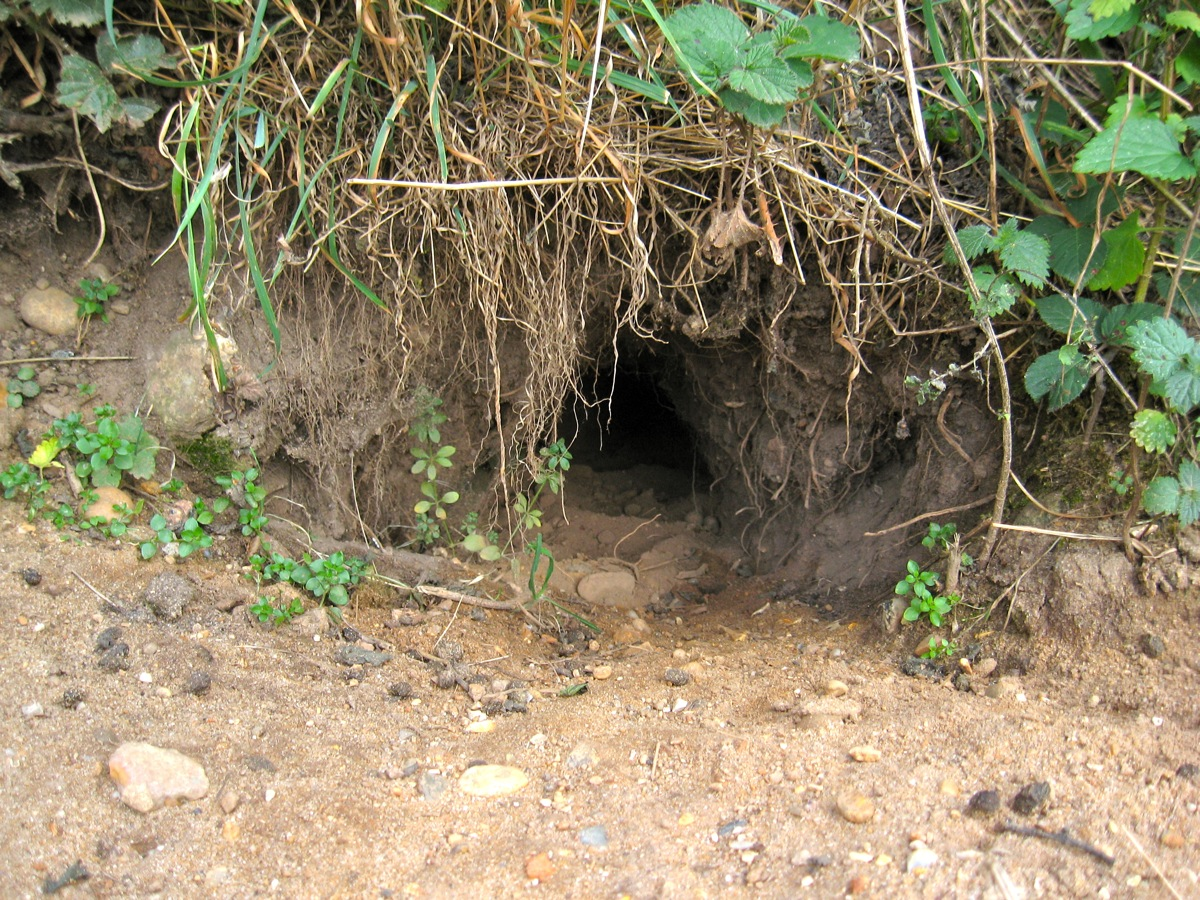
Opening konijnenhol
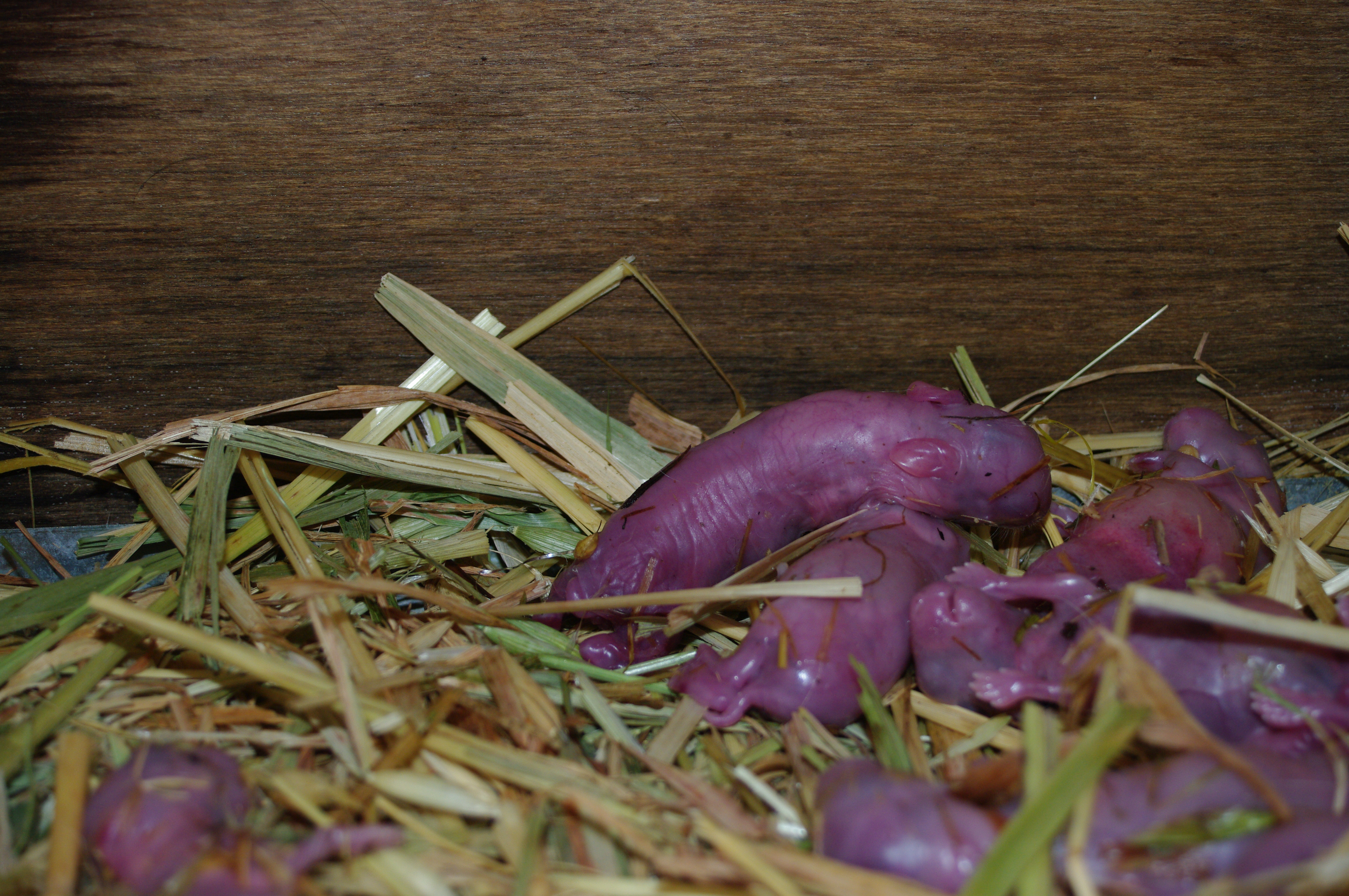
Pasgeboren konijnenjongen